# Jądro łożyskowe prążka krańcowego
Jądro łożyskowe prążka krańcowego (ang. bed nucleus of the stria terminalis, BNST) – jądro kresomózgowia położone w sąsiedztwie prążka krańcowego. Opisane zostało przez Johnstona w 1923 roku jako pasmo istoty szarej towarzyszące prążkowi krańcowemu, rozszerzające się w końcu bliższym i dalszym. Tylno-przyśrodkowa część jądra (BNST-dspm) u ludzi wykazuje dymorfizm płciowy w zakresie wielkości (BNST-dspm jest 2,47 razy większe u mężczyzn niż u kobiet).
Jest odpowiedzialne za długotrwały strach, który występuje wraz ze strachem regulowanym przez ciało migdałowate. Strach długotrwały jest bardziej ogólny – na przykład szczur porażony prądem w klatce po konkretnym bodźcu będzie bał się tego bodźca, ale będzie odczuwał strach także przed tą klatką, innymi klatkami oraz światem całościowo.